# Österrike i olympiska sommarspelen 1964
Österrike deltog med 56 deltagare vid de olympiska sommarspelen 1964 i Tokyo. Ingen av landets deltagare erövrade någon medalj.